# نورمن بروس هنای
نورمن بروس هنای (انگلیسی: N. Bruce Hannay; ۹ فوریهٔ ۱۹۲۱ – ۲ ژوئن ۱۹۹۶) دانشمند در زمینه شیمی اهل ایالات متحده آمریکا بود.
همچنین برندهٔ جوایزی همچون مدال طلای مؤسسه آمریکایی شیمی‌دانان شده‌است.